# Hermafroditismo
El hermafroditismo es la presencia en un ser vivo de órganos reproductivos funcionales de los dos sexos, masculino y femenino.
El hermafroditismo puede ser simultáneo o secuencial. En el primer caso el organismo tiene ambos sexos durante toda su vida fértil, mientras que en el segundo cambia de sexo durante aquella. Si el organismo es macho y después se transforma en hembra, es protándrico. Si sucede a la inversa, es un organismo protógino. La mayoría de los hermafroditas secuenciales solo cambian de sexo una vez, aunque existen algunas especies que pueden hacerlo varias veces.

## Alcance del hermafroditismo
Como estrategia reproductiva, el hermafroditismo es ideal para animales a los que cuesta encontrar pareja, ya sea por su hábitat, su baja población, su aislamiento o su lenta traslación. La desventaja que presentaría es una menor eficiencia en las tareas reproductivas debido a la falta de especialización.
Se dice que la mayoría de los hermafroditas no son funcionales porque aunque es posible, es raro (especialmente en animales) que suceda la autofecundación, la cual es un hecho solo en algunas especies hermafroditas.

### Especies

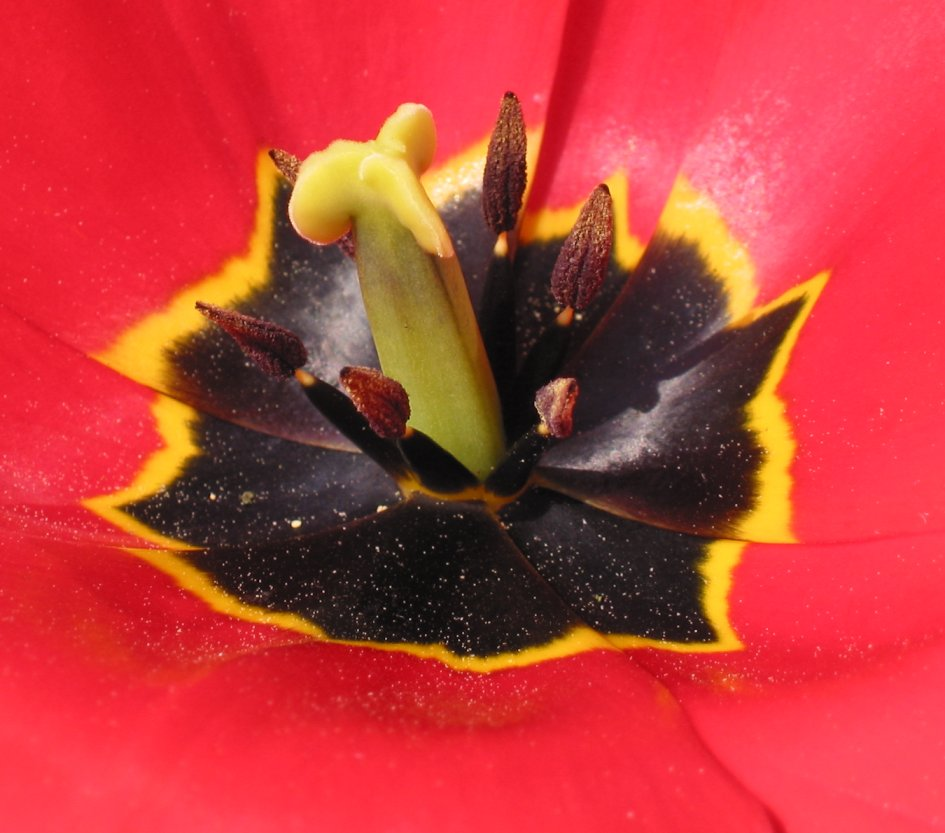
Flor de tulipán.

El hermafroditismo está ampliamente representado entre las plantas con flores (angiospermas).
En los animales el hermafroditismo verdadero como medio de reproducción se da en invertebrados como la estrella de mar, caracoles y lombrices de tierra; y, en varios peces.
En artrópodos
En los artrópodos, la presencia de simbiontes intracelulares, transmitidos de generación en generación, pueden parasitar el sistema reproductor de los machos produciendo una feminización. En algunos casos esta feminización es incompleta por lo que pueden aparecer fenotipos intersexuales.
Las investigaciones revelaron que algunas hembras eran en realidad genotípicamente machos, con lo cual la determinación sexual estaba determinada por el simbionte y no por los cromosomas. Distintas bacterias, como Wolbachia, Paramixidia o Microspiridia, pueden ser endosimbiontes feminizantes.
Si, debido a estas bacterias simbiontes, se inhibe la diferenciación de la glándula androgénica, o sea, se bloquea la glándula que genera hormonas masculinas, aparece el fenotipo femenino en individuos genéticamente machos. Si, en cambio, este bloqueo es imperfecto, aparecen individuos intersexuales.

### Otras representaciones
Un dimorfismo sexual muy acusado puede confundirse con hermafroditismo, aunque no lo sea. Este es el caso de unos caracoles parásitos de equinodermos, entre los cuales el macho parásito (muy pequeño) se puede hallar en el interior de la hembra.
Se denomina seudohermafrodita a aquellos animales que poseen internamente los órganos reproductivos de un sexo pero su apariencia externa es la del otro sexo.
También existen hermafroditas secuenciales, aquellos que cambian de sexo en el transcurso de su vida, como en el caso de los peces róbalos y de la cabrilla.

## Hermafroditismo y humanos
En la especie humana hay varios casos que son similares al hermafroditismo, los cuales se han identificado como pseudohermafroditismo por la incapacidad de la reproducción de las dos maneras. El síndrome de Klinefelter, una enfermedad que ataca solo a varones, a veces se manifiesta a través de características como ginecomastia (glándulas mamarias grandes), criptorquidia, azoospermia (producción deficiente de esperma) o micropene, pero difícilmente podría considerarse una forma de intersexualidad.
El término médico hermafroditismo verdadero se aplica a los casos en los que se presentan, en el mismo ser vivo, tejidos de ambos sexos en distintas proporciones, ya que en algunos casos contienen folículos ováricos y túbulos seminíferos en la misma gónada (ovotestis). No obstante, no se ha constatado en humanos la capacidad de producir óvulos y espermatozoides al mismo tiempo, ya que típicamente uno de los dos tipos no se desarrolla correctamente. Se trata, en todos los casos de condiciones patológicas.